# Добре дошли в Уейн
„Добре дошли в Уейн“ (на английски: Welcome to the Wayne) е анимационен сериал, създаден от Били Лопез, който се излъчва премиерно по Nickelodeon на 24 юли 2017 г. Сериалът е възникнал като онлайн уеб поредица, който е оригинално пуснат в сайта Nick.com от 14 ноември до 26 декември 2014 г. Последният епизод е излъчен по Nicktoons на 31 май 2019 г.

## В България
В България сериалът започва излъчване по локалната версия на „Никелодеон“ през 2019 г. Дублажът е нахсинхронен в студио „Про Филмс“.